# Johan Vandendriessche
Johan Vandendriessche (Leuven, 30 mei 1958) is een Belgisch multi-instrumentalist die onder meer basklarinet, dwarsfluit, sopraan-, alt-, tenor- en baritonsax, gitaar, basgitaar en drums speelt.
Vandendriessche is actief in vele genres: wereldmuziek, hedendaagse klassieke muziek, dance, volksmuziek, rock en jazz. Hij heeft zijn eigen Rhythm‘n’Jazzkwartet, Jive Talk, en een trio dat onder de naam The Demagogue Reacts optreedt.  
Vandendriessche won in 1979 het Internationaal Jazzconcours van Hoeilaart. 
Hij debuteerde met Milkshake Banana (het ensemble waarmee hij in 1979 het Internationaal Jazzconcours van Hoeilaart won) en ACT Bigband. Verder speelde hij met onder meer het BRT- jazzorkest, de WDR-bigband, Eurojazz Orchestra, de VLOS, Philip Catherine, Johan Verminnen, Raymond Van het Groenewoud, Dirk Blanchart, Claude Nougaro, Sven Van Hees, Clare Fisher, Randy Crawford, Debbie Harry, John Miles, Palle Mikkelborg, Jon Christensen, Marlyn Mazur, Bill Frisell, Michael Gibbs, Michel Herr, Marc Moulin, Toots Thielemans, Quincy Jones en Roger Hodgson van Supertramp.
Johan Vandendriessche trad in 2005 veel op in België en Frankrijk met het Britse orkest de Matthew Herbert Big Band en speelt tegenwoordig mee in The Belgian Swingjazz Orchestra, een project rond de Belgische jazz tijdens het interbellum.
Hij was medeoprichter van de Jazzacademie van Overijse-Hoeilaart, startte mee de Jazzafdeling van het Conservatorium van Antwerpen op, en was deeltijds verbonden aan het Conservatorium van Gent.

## Huidige bands
Als leider
- A Cool Xperience
- The Belgian Swingjazz Orchestra
- Johan Vandendriessche Trio
- The Demagogue Reacts !
- Qartet

Als sideman
- Frank Deruytter & O.T.O. Machine